# Николаос Коляс
Николаос Коляс (на гръцки: Νικόλαος Κόλλιας) е гръцки революционер, деец на Гръцката въоръжена пропаганда в Западна Македония.

## Биография
Николаос Коляс е роден в македонската паланка Селица (днес Ератира, Гърция), Сятищко. В 1895 година формира чета и действа в Загори, Епир до 1896 година. Участва с четата си в Гръцкото четническо движение в Македония, после се присъединява към гръцката армия и участва във войната срещу Турция, под командването на офицерите Хадзипетру, Милонас и Капсалопулос. В началото на 1902 година започва да действа срещу българските чети в Костурско - на Митре Влаха, Васил Чекаларов. Действа с подкрепата на местните дейци на революционния комитет в Селица - Георгиос Цяцянис, лекаря Харилаос Анастасидис, свещеникът капитан Георгиос Дафинис, Василиос Химарас, Димириос Карамициос и Йоанис Хасиотис и брат му Йоанис Коляс. В 1903 година действа с капитан Аристидис Маргаритис в Корещата. След това заедно с Фотис Хасиотис се присъединява към Павлос Мелас и участва в битката в Сятища, в която Мелас загива.
След смъртта на Мелас, участва в няколко антибългарски операции, включително убийството на Костандо Живков на 4 декември 1904 година в Либешево. В 1905 година действа в Костенарията с Александрос Караливанос и Георгиос Цондос. В 1906 година формира нова чета в Битоля и действа в Битолско в подкрепа на Константинос Дограс и Захариас Пападас. В 1907 одина отново е в Корещата, действайки заедно с Григорис Фалиреас.
Участва в Първата Балканска война под командването на Константинос Мазаракис.